# Chrześcijańskie Stowarzyszenie Dobroczynne
Chrześcijańskie Stowarzyszenie Dobroczynne, ChSD – organizacja pozarządowa, działającą od 1999 roku w Częstochowie, głównie na polu pomocy społecznej. 
Idea organizacji zawiera się w słowach: „łaknącemu dać jeść, pragnącemu dać pić, przychodnia przyjąć, chorego odwiedzić, do przebywającego w więzieniu pójść” biblijnej zasady Ewangelii św. Mateusza. 

## Historia ChSD
Stowarzyszenie powstało we wrześniu 1999 r. w Częstochowie. Dwa lata później – 10 grudnia 2001 r. – z inicjatywy pastora Daniela Wołkiewicza główna siedziba została przeniesiona do Klucz. Tu jako pierwsze powstaje Schronisko „Dom Nadziei” dla osób bezdomnych oraz Warsztaty Terapii Zajęciowej dla osób niepełnosprawnych. Od tego momentu datuje się prężny rozwój organizacji. 
Do końca 2004 r. zostają utworzone 22 Oddziały Terenowe ChSD, a podobnych Schronisk na terenie całego kraju jest już 19. Działają również świetlice socjoterapeutyczne, hostele, hospicja, ośrodki dla osób uzależnionych od alkoholu i narkotyków, jadłodajnie i stołówki dla najbardziej potrzebujących, domy dla ofiar przemocy w rodzinie i matek samotnie wychowujących dzieci. 
Chęć niesienia pomocy innym sprawia, że Stowarzyszenie systematycznie rozwija swoją działalność. Angażuje się w różnego rodzaju akcje charytatywne, rozdawnictwo odzieży i żywności, wspiera ubogich, bezdomnych i bezrobotnych. Stale też poszerza grono osób, które chcą pomagać w podobny sposób: w lutym 2005 r. został utworzony nowy Oddział Terenowy w Pieszycach, a w kolejnych miesiącach dwa następne – w Katowicach (marzec 2005 r.) i Włocławku (czerwiec 2005 r.). 
W sierpniu 2004 r. Chrześcijańskie Stowarzyszenie Dobroczynne uzyskało status organizacji pożytku publicznego.

## Źródła finansowania
Głównym środkiem utrzymania – jako organizacji non profit – są darowizny i dotacje. Dzięki nim oraz dzięki ludziom dobrej woli, ChSD dociera z pomocą do najbardziej potrzebujących na terenie całej Polski. Swym podopiecznym zapewnia nie tylko dach nad głową, ale też wsparcie duchowe i pomoc terapeutyczną. 

## Działalność
Chrześcijańskie Stowarzyszenie Dobroczynne w skali całego kraju prowadzi następującą działalność:
- schroniska dla bezdomnych, noclegownie, hostele
- warsztaty terapii zajęciowej dla osób niepełnosprawnych
- centra integracji społecznej dla osób bezrobotnych i wykluczonych społecznie
- świetlice terapeutyczne dla dzieci z rodzin dysfunkcyjnych
- hospicja
- ośrodki dla osób uzależnionych od alkoholu i narkotyków
- jadłodajnie i stołówki
- domy dla ofiar przemocy w rodzinie
- punkty wydawania żywności oraz artykułów pierwszej potrzeby

Stowarzyszenie w miejscach swojej działalności jest też znaczącym animatorem lokalnych wydarzeń kulturalnych. Samodzielnie lub we współpracy z władzami samorządowymi, miejskimi oraz gminnymi ośrodkami kultury, parafiami ewangelicznymi oraz innymi organizacjami udało się w przeszłości zorganizować między innymi: 
- coroczne prezentacje warsztatów terapii zajęciowej
- koncerty muzyki chrześcijańskiej
- przedstawienia teatralne przygotowane przez młodzież
- festyny miejskie i gminne
- warsztaty przygotowywania potraw kuchni żydowskiej
- wycieczki krajoznawcze dla dzieci z rodzin dysfunkcyjnych
- wycieczki i obozy dla osób niepełnosprawnych
- projekcje filmów
- zawody sportowe dla dzieci, dorosłych i seniorów
- kursy językowe